# Dryopsis
Dryopsis es un género de helechos perteneciente a la familia  Dryopteridaceae. Contiene 27 especies descritas y de estas, solo 21 aceptadas.

## Taxonomía
El género fue descrito por Holttum & P.J.Edwards  y publicado en Enumeratio Plantarum Javae 2: 241. 1828. La especie tipo es: Dryopsis apiciflora (Wall. ex Mett.) Holttum & P.J. Edwards

## Especies aceptadas
A continuación se brinda un listado de las especies del género Dryopsis aceptadas hasta marzo de 2013, ordenadas alfabéticamente. Para cada una se indica el nombre binomial seguido del autor, abreviado según las convenciones y usos:
- Dryopsis apiciflora (Wall. ex Mett.) Holttum & P.J. Edwards
- Dryopsis clarkei (Baker) Holttum & P.J. Edwards
- Dryopsis contigua (Ching) Holttum & P.J. Edwards
- Dryopsis crassirachis (Ching) Holttum & P.J. Edwards
- Dryopsis crenata (Ching) Holttum & P.J. Edwards
- Dryopsis dentisora (Ching) Holttum & P.J. Edwards
- Dryopsis dulongensis (S.K. Wu & X. Cheng) S.Y. Dong
- Dryopsis fengiana (Ching) Holttum & P.J. Edwards
- Dryopsis heterolaena (C. Chr.) Holttum & P.J. Edwards
- Dryopsis kawakamii (Hayata) Holttum & P.J. Edwards
- Dryopsis kwangsiensis (Ching & P.C. Chiu) Holttum & P.J. Edwards
- Dryopsis mariformis (Rosenst.) Holttum & P.J. Edwards
- Dryopsis maximowicziana (Miq.) Holttum & P.J. Edwards
- Dryopsis nidus (Baker) Holttum & P.J. Edwards
- Dryopsis silaensis (Ching) Holttum & P.J. Edwards
- Dryopsis sphaeropteroides (Baker) Holttum & P.J. Edwards
- Dryopsis submariformis (Ching & Chu H. Wang) Holttum & P.J. Edwards
- Dryopsis transmorrisonensis (Hayata) Holttum & P.J. Edwards
- Dryopsis truncata (Ching & H.S. Kung) Holttum & P.J. Edwards
- Dryopsis wantsingshanica (Ching & K.H. Hsing) Holttum & P.J. Edwards
- Dryopsis x fauriei Holttum & P.J. Edwards